# سمر سلام (1993)
سمر سلام 1993 (بالإنجليزية: SummerSlam (1993))‏ هو عرض مصارعة محترفة من فئة الدفع مقابل المشاهدة وهو العرض السادس من سلسلة عروض سمر سلام. عُرض في 30 أغسطس 1993.